# Марченко, Михаил Аверьянович
Михаил Аверьянович Марченко (15 мая 1934, село Гойков, Чериковский район, Могилёвская область, БССР, СССР) — бригадир плотников-бетонщиков строительного управления «Заводстрой» треста «Алтайсвинецстрой» Министерства строительства предприятий тяжёлой индустрии Казахской ССР, Восточно-Казахстанская область. Герой Социалистического Труда (1971). Депутат Верховного Совета Казахской ССР 10 и 11 созывов.

## Биография
Родился в 1934 году в крестьянской семье в селе Гойков, Могилёвская область Белорусской ССР. После окончания пяти классов средней школы в 1950 году обучался в школе фабрично-заводского обучения. С 1951 года — бригадир плотников на строительстве различных объектов в Минске. В 1953—1956 годах проходил службу в Советской Армии.
В 1956 году по комсомольской путёвке отправился в Казахстан на строительство Усть-Каменогорского титано-магниевого комбината. В 1958 году назначен бригадиром комплексной комсомольско-молодёжной бригадой бетонщиков строительного управления «Заводстрой» треста «Алтайсвинецстрой» Министерства строительства предприятий тяжёлой индустрии Казахской ССР. В 1958 году вступил в КПСС.
Бригада Михаила Марченко работала в Усть-Каменогорске на строительстве титано-магниевого и свинцово-цинкового комбинатов, цементного завода, пятой и шестой очереди ТЭЦ, комбината шёлковых тканей, завода приборов и Семипалатинского цементного завода. Строила различные объекты социальной и жилищной структуры. Бригада одна из первых коллективов треста «Алтайсвинецстрой» удостоилась звания «Бригада коммунистического труда». За выдающиеся трудовые достижения Михаил Марченко был награждён в 1958 году Орденом Ленина.
На протяжении нескольких лет бригада Михаила Марченко выполняла ежедневные сменные нормы на 120—130 %. За счёт внедрения передовых методов и рационализаторских предложений производительность труда в 1971 году возросла на 8,2 %. За выдающиеся в выполнении заданий пятилетнего плана по строительству и вводу в действие производственных мощностей, жилых домов и объектов культурно-бытового назначения удостоен звания Героя Социалистического Труда указом Президиума Верховного Совета СССР от 5 апреля 1971 года с вручением ордена Ленина и золотой медали «Серп и Молот».
Избирался депутатом Верховного Совета Казахской ССР X и XI созывов от Октябрьского округа № 87 Усть-Каменогорска, делегатом XXIII съезда КПСС, XIV съезда Компартии Казахстана, XVII съезда ВЛКСМ Казахстана, X съезда профсоюзов Казахстана, членом Восточно-Казахстанского обкома КПСС.
Награды
- Герой Социалистического Труда
- Орден Ленина — дважды (18.08.1965; 05.04.1971)
- Медаль «За трудовую доблесть» (28.05.1960)
- Ударник девятой пятилетки

Память
Его имя внесено в книгу Славы Могилёвской области по итогам 2007 года.